# Шляйнікон
Шляйнікон (нім. Schleinikon) — громада  в Швейцарії в кантоні Цюрих, округ Дільсдорф.

## Географія
Громада розташована на відстані близько 95 км на північний схід від Берна, 18 км на північний захід від Цюриха.
Шляйнікон має площу 5,7 км², з яких на 6,7% дозволяється будівництво (житлове та будівництво доріг), 49,3% використовуються в сільськогосподарських цілях, 43,5% зайнято лісами, 0,5% не є продуктивними (річки, льодовики або гори).

## Демографія
2019 року в громаді мешкало 758 осіб (+5,7% порівняно з 2010 роком), іноземців було 9,9%. Густота населення становила 133 осіб/км².
За віковим діапазоном населення розподілялося таким чином: 19% — особи молодші 20 років, 64,8% — особи у віці 20—64 років, 16,2% — особи у віці 65 років та старші. Було 322 помешкань (у середньому 2,3 особи в помешканні).
Із загальної кількості 126 працюючих 29 було зайнятих в первинному секторі, 31 — в обробній промисловості, 66 — в галузі послуг.